# Rychta (budova)

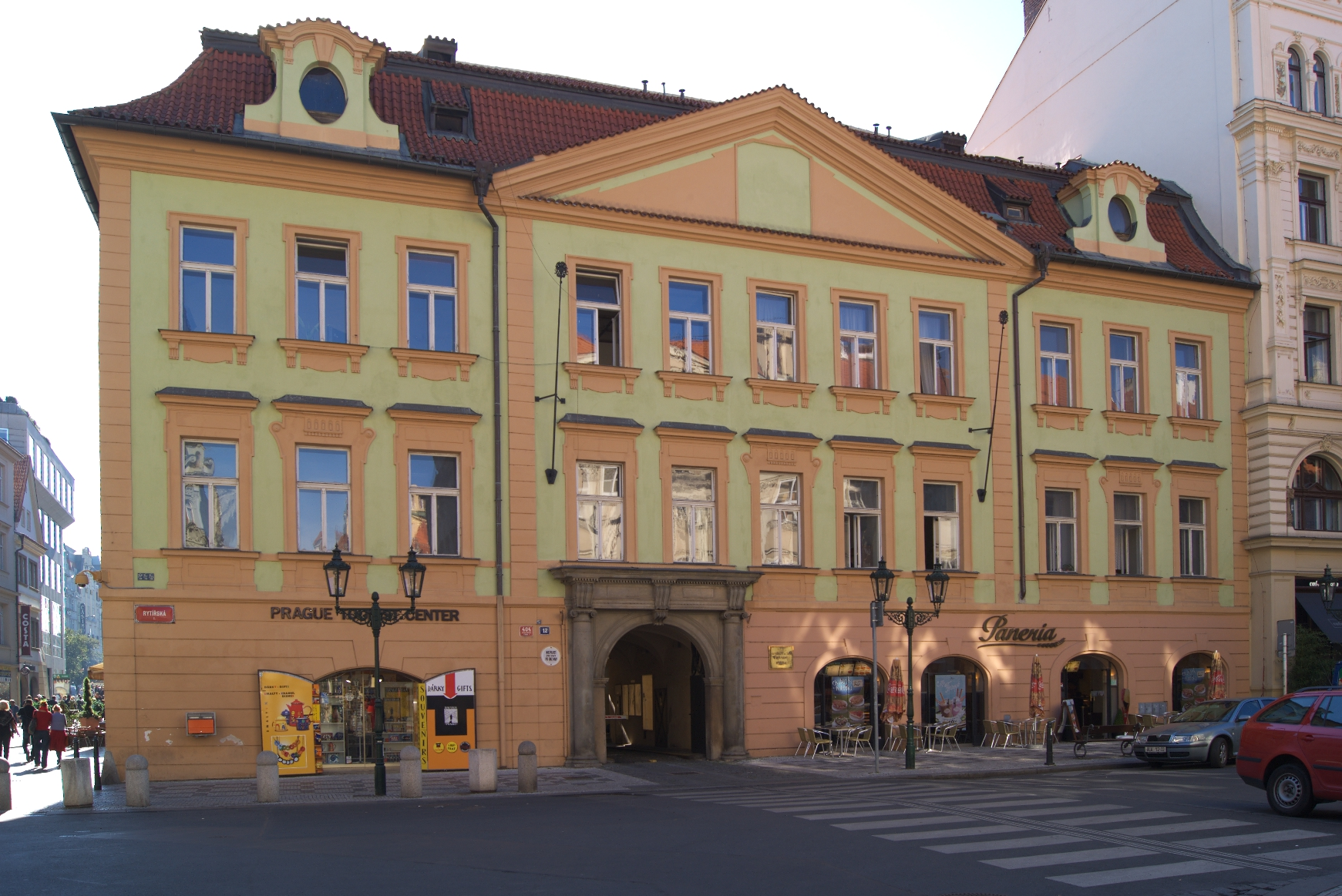
Stará rychta - Praha 1, Staré Město

Rychta byla v období feudalismu sídlem úředníka – rychtáře. Tato označení byla preferována v oblasti magdeburského práva. V oblasti franského práva (hlavně sever Čech a Moravy, Slezsko a Lužice) byl pro rychtáře preferován synonymní výraz šoltys (též šulc či šolc, jeho sídlo se nazývalo šulcovna nebo šoltéství), v části Moravy se rychtář nazýval fojt a jeho sídlo fojtství.

## Městské rychty
V městských rychtách úřadoval královský rychtář dohlížející na městskou radu. Úřad královského rychtáře ztrácel postupně na významu a jeho sídlo bylo někdy změněno na radnici (např. Stará radnice v Brně), nebo bylo přebudováno k jiným účelům.
Významné bývalé městské rychty jsou například:
- Hornoměstská rychta ve Velkém Meziříčí
- Stará rychta – sídlo královského rychtáře v Praze na Starém Městě

## Venkovské rychty

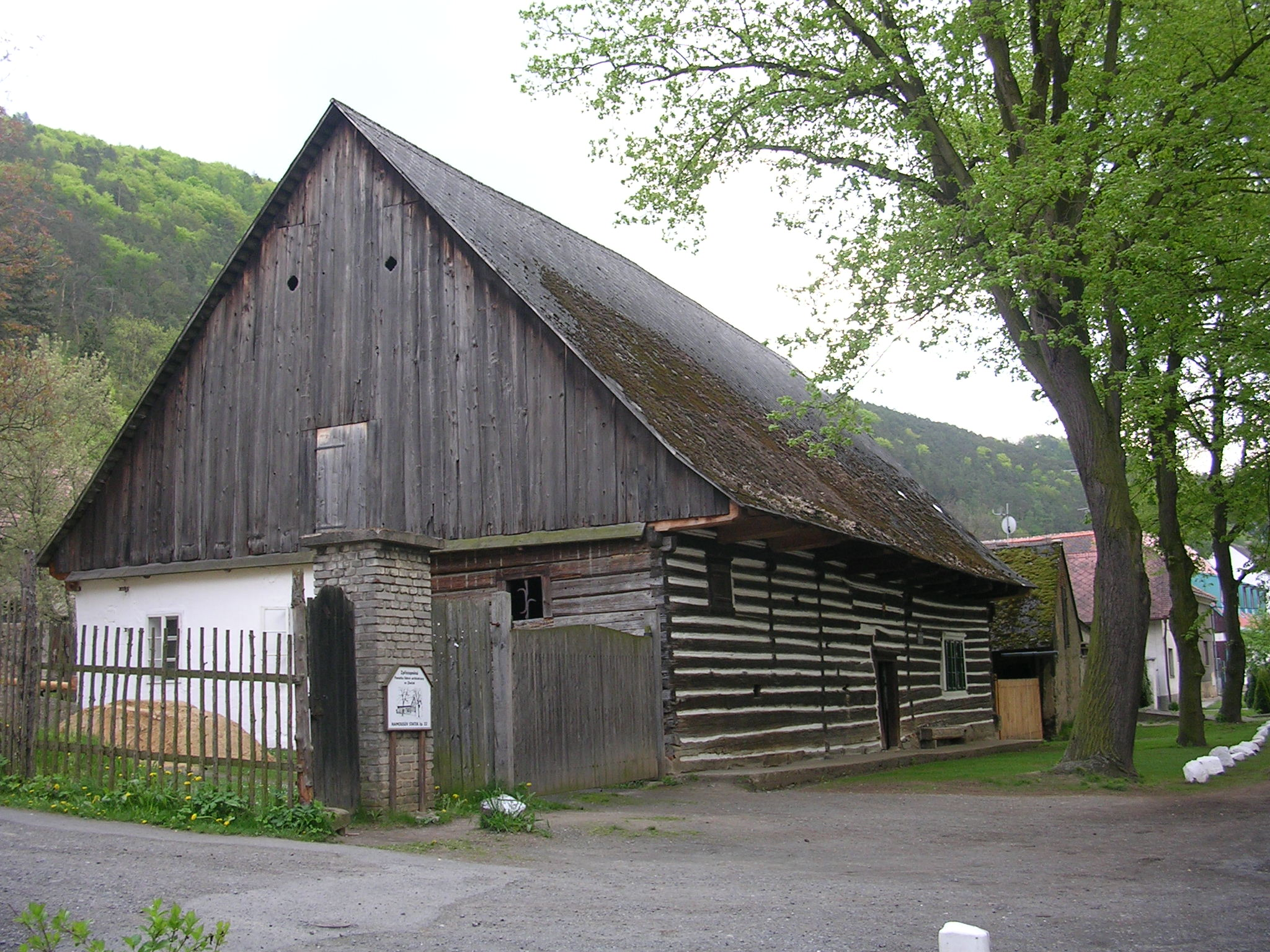
Hamousův statek – rychta ve Zbečně

Na vesnici byl rychtář vrchnostenským úředníkem, který především zajišťoval plnění vrchností vydávaných pokynů.

### Sídla jmenovaných (volených) rychtářů
Na některých panstvích zastávali rychtářský úřad obvykle dobří hospodáři, vážení a vzdělaní, kteří bývali k přijetí funkce vyzváni vrchností, později byli také voleni. Při předávání funkce se stěhovala „obecní almara“ s úředními spisy vždy do usedlosti nového rychtáře. Zpravidla se stavení takového (dočasného) sídla rychty svou velikostí, výstavností ani uspořádáním nelišilo od usedlostí ostatních hospodářů. Příkladem je rychta ve Zbečně.
Jmenovaným rychtářem byl např. František Jan Vavák, kronikář a rychtář v Milčicích.

### Sídla dědičných rychtářů

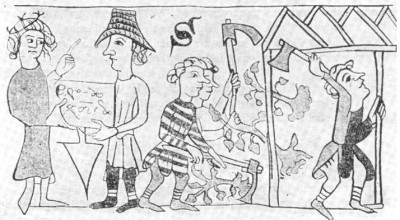
Založení vsi. Předávání výsad lokátorovi (Saské zrcadlo)

Jiná situace vznikala tam, kde rychtářství bylo jakousi výsluhou a odměnou pro lokátora – zakladatele vsi. Rychtář měl tím zajištěny určité výsady. Např. roku 1441 vydal Čeněk ze Šárova na Lanškrouně privilegium na damníkovskou rychtu Václavu Hermanovi. K příslušenství této rychty patřil půllán rolí, mlýn o jednom kole a právo držet k rychtě řemeslníky, jako byl kovář, pekař, řezník, krejčí a švec. Navíc měl tento dědičný rychtář právo za určitý plat svobodně vařit a šenkovat pivo. Pozůstatky těchto rychtářských privilegií se v obci udržely až do 19. století.
Sídlo rychty v takovém případě nejenom zajišťuje dobrý chod rychtářského úřadu (velká světnice pro schůze), ale plní rovněž reprezentativní funkci.
Dědičným rychtářem byl např. Antonín Nývlt ze Rtyně v Podkrkonoší, čelný představitel selského povstání v roce 1775.

## Rychty jako stavební památky

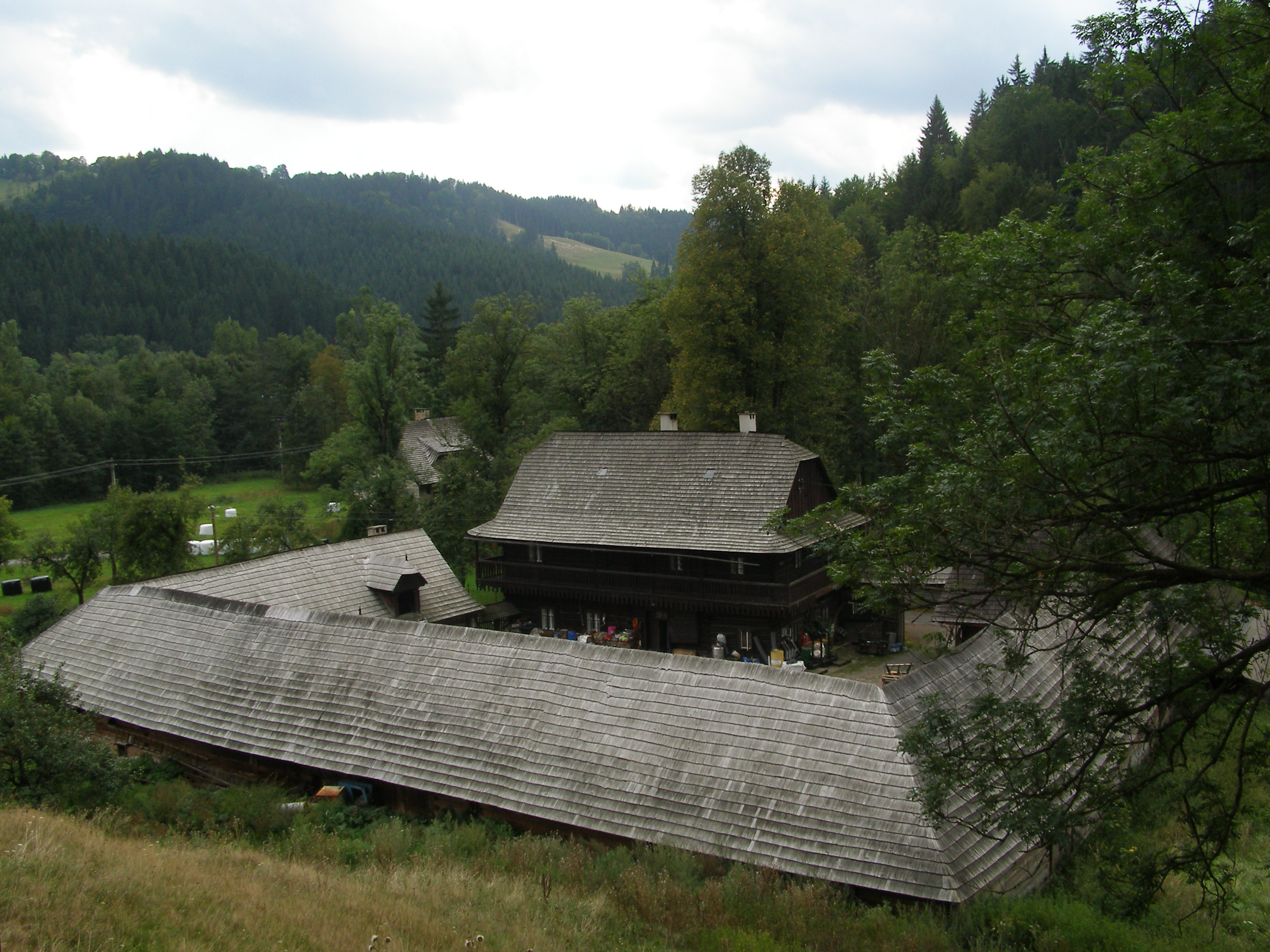
Karlovské fojtství – národní kulturní památka, Velké Karlovice

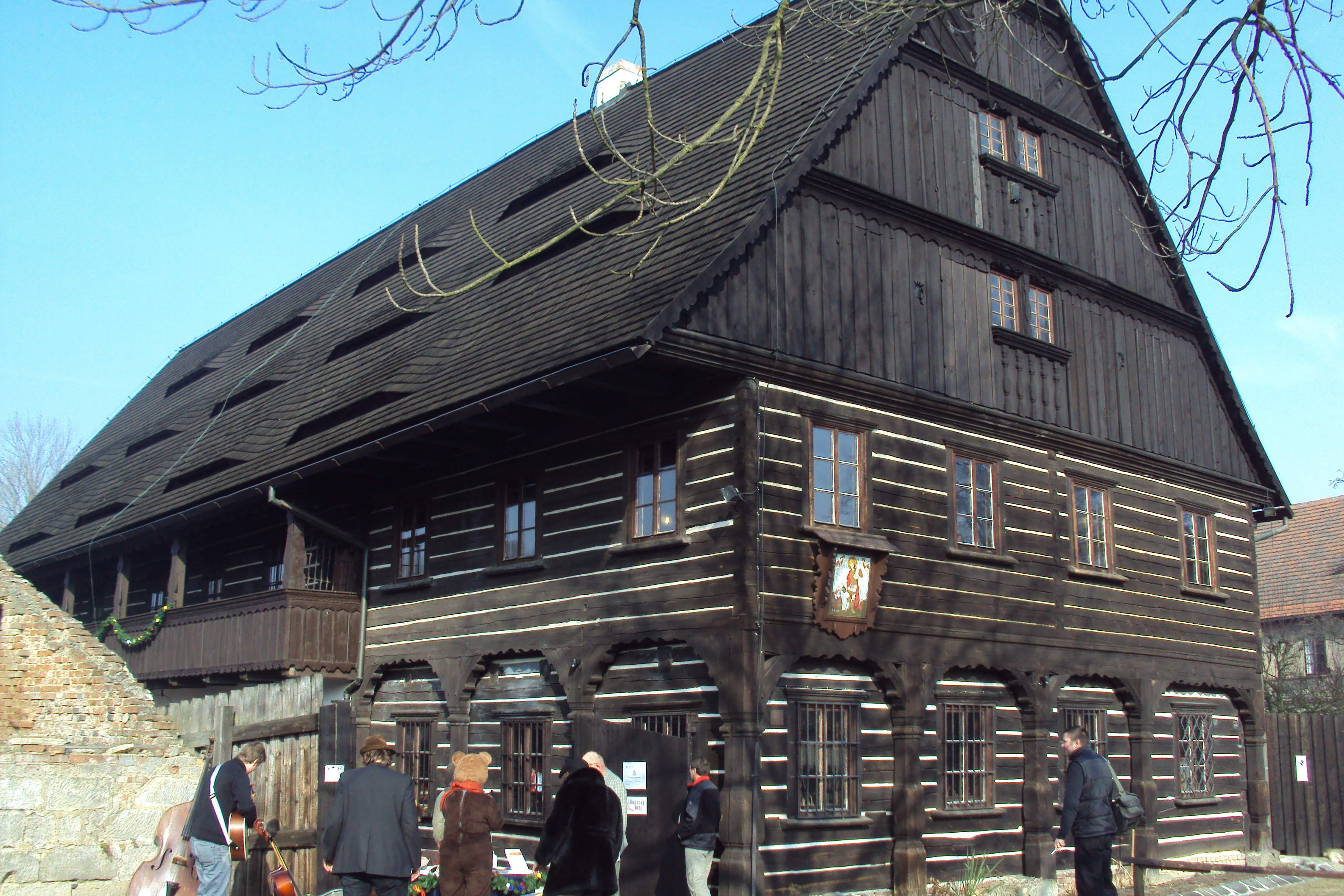
Vísecká rychta
největší roubená stavba v ČR

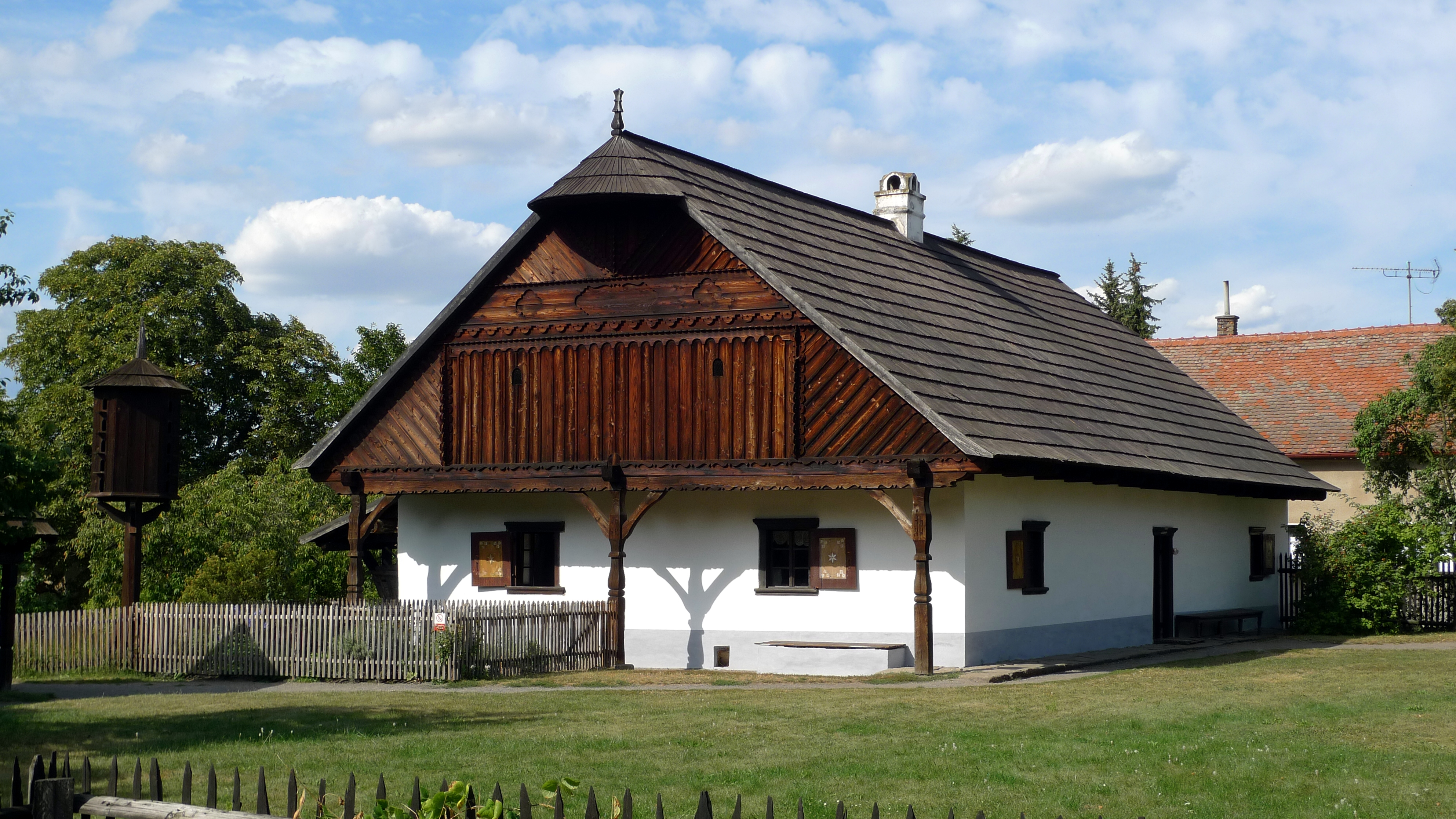
Rychta v Přerově nad Labem
Polabské národopisné muzeum

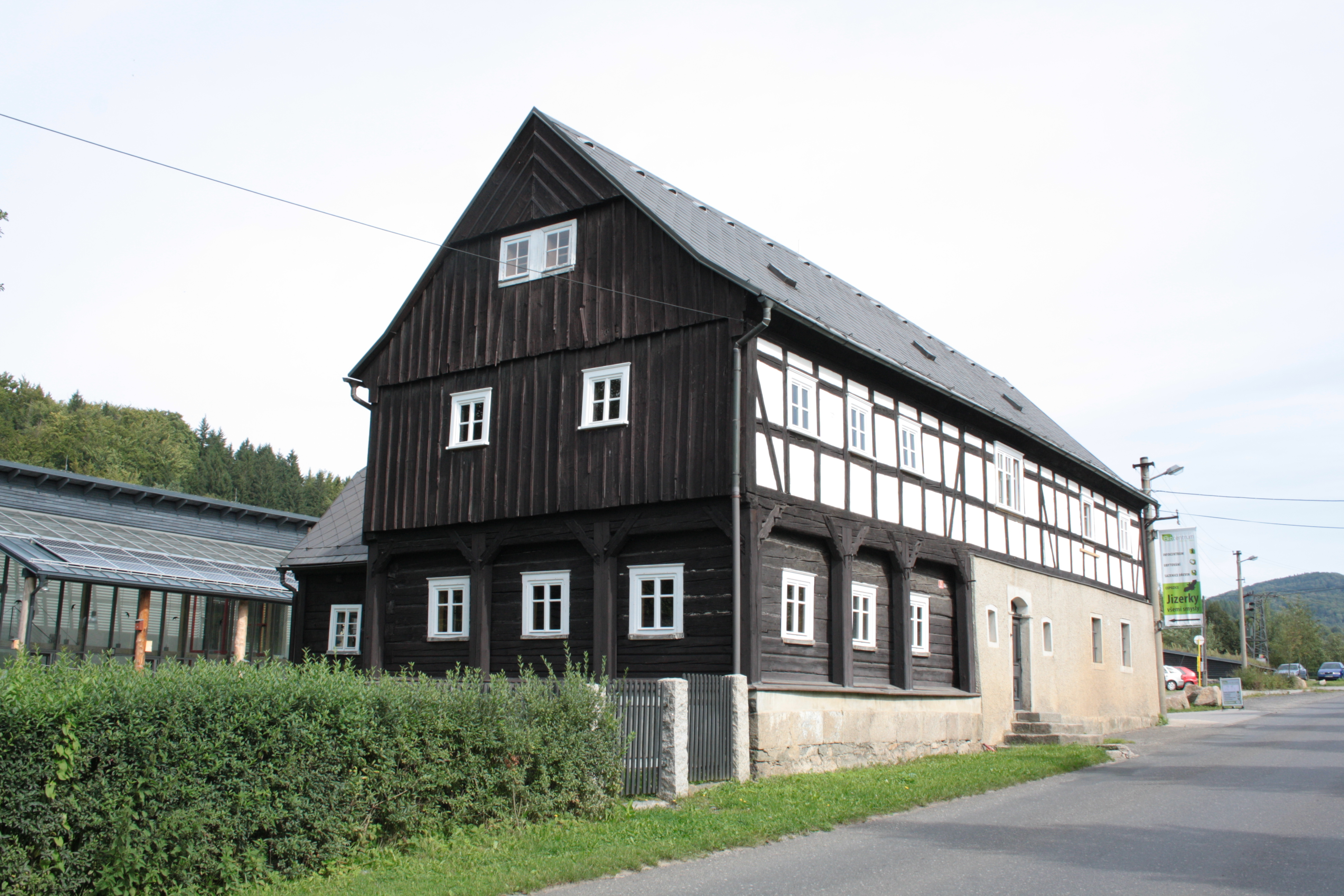
Bývalá rychta (dnes Ekocentrum)
Oldřichov v Hájích

Významné bývalé rychty jsou dnes kulturními památkami:
- Bohatická rychta – bývalá rychta, hrázděná usedlost v Bohaticích v okrese Česká Lípa

- Hornoměstská rychta – kulturní památka ve Velkém Meziříčí
- Chodská rychta (Domažlice) – zájezdní hostinec Domažlice, Čsl. armády 66, kulturní památka
- Chodská rychta (Draženov) – venkovská usedlost Draženov čp. 127 a 128, kulturní památka
- Hospoda Na rychtě – bývalé fojtství (šoltézství) v Lipové-lázních, kulturní památka
- Karlovské fojtství – Velké Karlovice, národní kulturní památka
- Maršovská rychta – hotel a kulturní památka v obci Maršovice u Nového Města na Moravě
- Rychta (Bradlecká Lhota) – přenesena z Bradlecké Lhoty do Muzea lidových staveb v Kouřimi
- Rychta (Dlouhomilov) – Dlouhomilov čp. 7, kulturní památka
- Rychta (Hanušovice) – Hanušovice Údolní 58, okres Šumperk, kulturní památka
- Rychta (Hlubočky) – Hlubočky, náměstí Družby 10, kulturní památka
- Rychta (Javorek) – Javorek čp. 22, kulturní památka
- Rychta (Kněževes nad Oslavou) – Kněževes) čp. 3, budova rychty v sobě ukrývá gotickou tvrz pánů z Kněževsi, kulturní památka
- Rychta (Komárov) – Toužim, místní část Komárov čp. 12, patrně nejstarší památka lidové architektury v ČR
- Rychta (Kosov) – Kosov (okres Šumperk) čp. 1 – kulturní památka, rozsáhlá stavba s neporušenou dispozicí, klenutými chlévy a fasádou z roku 1834
- Rychta (Kozlov) – Kozlov (Bystřice nad Pernštejnem) čp. 4, kulturní památka
- Rychta (Krásensko) – Krásensko čp. 76, kulturní památka a školské zařízení pro environmentální vzdělávání
- Rychta (Krásněves) – Krásněves čp. 3, bez památkové ochrany, zbořena v roce 2016
- Rychta (Lesnice) – Lesnice čp. 31, kulturní památka v horní části obce
- Rychta (Linhartice) – Linhartice čp. 60, kulturní památka
- Rychta (Lobzy) – Plzeň – Lobzy, Rolnické náměstí 1/5, kulturní památka
- Rychta (Malá Morávka) – kulturní památka v obci Malá Morávka
- Rychta (Mladějov na Moravě) – Mladějov na Moravě čp. 125, kulturní památka v západní části obce
- Rychta (Nezdice na Šumavě) – Nezdice na Šumavě čp. 1, kulturní památka
- Rychta (Obyčtov) – Obyčtov čp. 22, kulturní památka
- Rychta (Oldřichov v Hájích) – Oldřichov v Hájích čp. 5, bývalá rychta a zájezdní hostinec, kulturní památka
- Rychta (Olšany) – Olšany čp.17 (okres Šumperk), kulturní památka
- Rychta (Pejškov) – Pejškov u Tišnova čp. 3, kulturní památka
- Rychta (Petrašovice) – Petrašovice čp. 26, okres Liberec, kulturní památka
- Rychta (Přerov nad Labem) – Přerov nad Labem čp.19, dnes tzv. Staročeská chalupa ve Skanzenu v Přerově nad Labem
- Rychta (Rapotín) – Rapotín čp. 112, kulturní památka
- Rychta (Raspenava) – Raspenava čp. 313, kulturní památka (usilováno o zrušení)
- Rychta (Rychnov na Moravě) – Rychnov na Moravě čp. 164, kulturní památka
- Rychta (Sněžné) – Sněžné čp. 43, okres Žďár nad Sázavou, kulturní památka
- Rychta (Sirákov) – dosud stojící budova rychty čp. 29, okres Žďár nad Sázavou. Bez památkové ochrany.
- Rychta (Světlá pod Ještědem) – Světlá pod Ještědem, rodný dům Petra Mužáka manžela Karolíny Světlé, kulturní památka
- Rychta (Třebotov) – Třebotov čp. 1, kulturní památka
- Rychta (Úvalno) – Úvalno bývalá kontribučenská sýpka, dnes sídlo galerie "Na Rychtě", kulturní památka
- Rychta (Vraclávek) – Vraclávek čp. 13, kulturní památka
- Rychta (Vídeň u Velkého Meziříčí) – původně tvrz Vídeňských z Českého Ostrova, poté rychta. Cenná stavba zbourána při cvičení HZS ve druhé polovině 80. let 20. století.
- Rychta (Zbečno) – Zbečno čp. 22, roubená budova (Hamousův statek), kulturní památka
- Stará rychta – sídlo staroměstského královského rychtáře na rohu Rytířské ulice a ulice Na Můstku v Praze 1
- Šoltýství Heřmanovice – sídlo šoltýse (rychtáře) Heřmanovice čp. 136, kulturní památka
- Umlaufův statek – hrázděný dům, bývalá rychta v Dolním Adršpachu v okrese Náchod
- Vísecká rychta – Kravaře v okrese Česká Lípa, největší roubené stavení v ČR. Pobočka Vlastivědného muzea a galerie v České Lípě s expozicí lidového umění
- Rychta (Znětínek) – dosud stojící budova svobodné rychty čp. 18 se nachází v severovýchodní části návsi. Bez památkové ochrany.

### Významné nedochované rychty
- Rychta (Kamenice) – Kamenice u Dobrého čp. 1 (nedaleko Dobrušky), mimořádná památka lidové architektury, zničená v 80. letech 20. století
- Rychta (Žibřidice) – Hrázděná stavba (Kretscham) ze Žibřidic, předloha pro papírový model arch. Richarda Vyškovského[2]

### Repliky

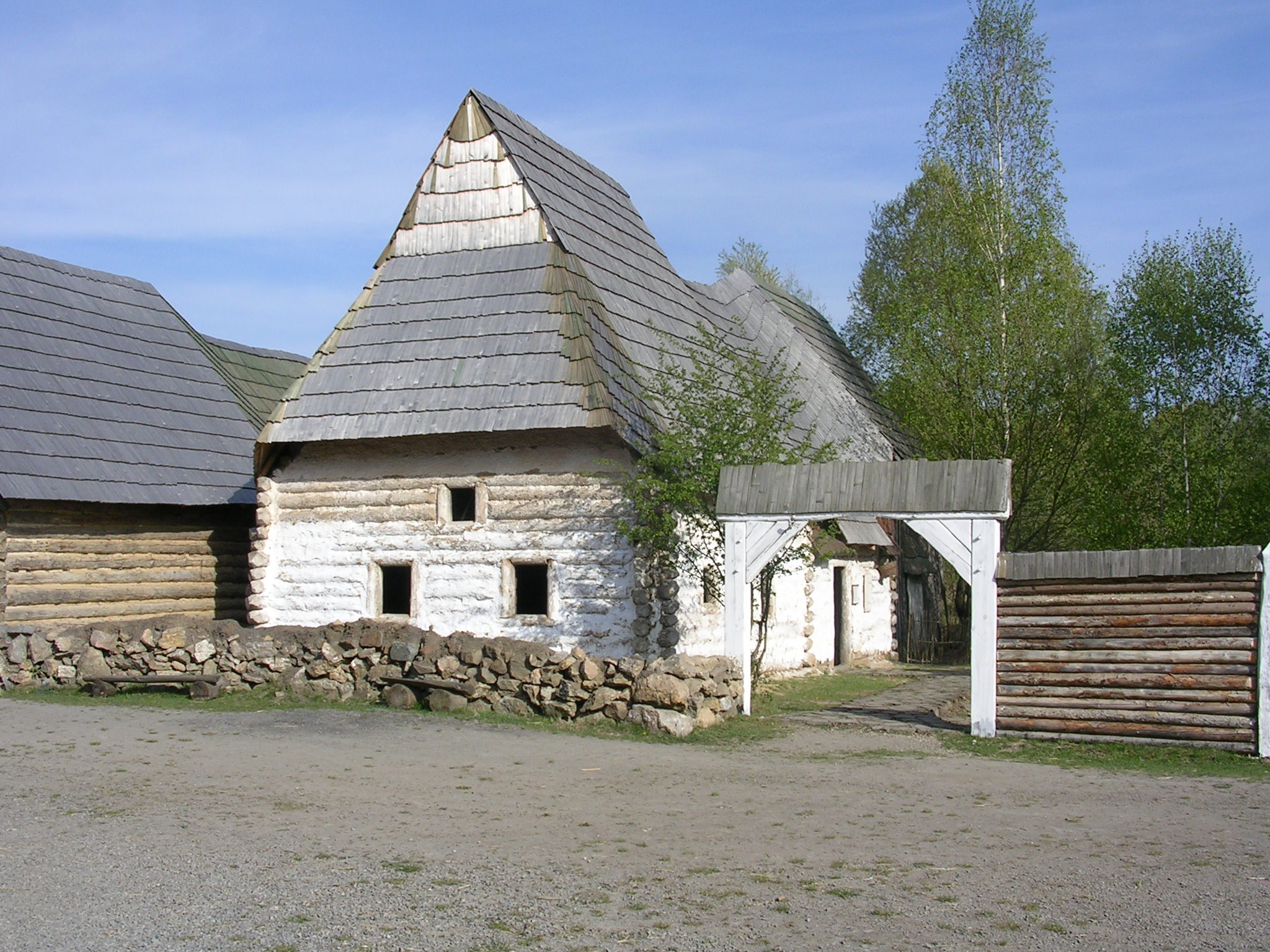
Rychta ve skanzenu Řepora

- Rychta (Koula) – Budova rychty, postavená na Národopisné výstavě českoslovanské v Praze (1895) , navrhl Jan Koula podle radnice v Železném Brodě
- Rychta ve skanzenu Řepora (Praha), středověká patrová rychta s hospodou